# Scapolite
Il termine scapolite identifica una serie isomorfa di minerali (tettosilicati) di composizione chimica variabile, compresa  tra i termini estremi sodico (Na, marialite) e calcico (Ca, meionite).

## Abito cristallino
La scapolite cristallizza nel sistema tetragonale in prismi allungati, striati verticalmente, in aggregati colonnari raggiati o granulari o in massarelle microgranulari. Il nome stesso del minerale è di origine latina (scapus: fusto, asta) e fa riferimento al tipico abito prismatico dei cristalli. Molto meno frequenti sono gli aggregati fibrosi o i granuli. La lucentezza dei cristalli è vitrea e la colorazione è variabile: incolore, giallo pallido, bianco, grigio, verde, rosa o violetto.

## Origine e giacitura
Sono minerali caratteristici di diversi tipi di rocce metamorfiche quali marmi, skarn, granuliti e gneiss. Più raramente sono presenti in rocce magmatiche come prodotto di alterazione dei plagioclasi o nei filoni idrotermali di tipo alpino. Si formano in giacimenti di contatto, in rocce vulcaniche, nelle fessure alpine e nelle rocce metamorfiche.
La scapolite si rinviene associata a mica muscovite e biotite, calcite, sanidino, apatite e titanite.

## Proprietà chimico-fisiche
Questi minerali, essendo una serie isomorfa complessa, possiedono proprietà variabili.
I cristalli sono duri, leggeri, difficilmente sfaldabili, con peso specifico che cresce progressivamente dalla marialite alla meionite; hanno una lucententezza vitrea, dal trasparente al traslucido. Alla luce U.V. si colorano, con spiccata luminescenza, di giallo-arancio.
Al riscaldamento fondono in una massa bollosa; sono solubili all’acido cloridrico (HCl), rilasciando silice.

## Località di rinvenimento
Località importanti per il ritrovamento di esemplari con qualità di gemma si trovano in Brasile, nelle pegmatiti del Minas Gerais, in Africa orientale (Tanzania, Kenya, Mozambico e Madagascar), in Afghanistan e a Renfrew in Ontario (Canada). Spettacolari cristalli, fino a 50 cm di lunghezza, sono stati trovati a Rossie e a Pierrepoint (New York, U.S.A.). In Svizzera, sono stati segnalati bei cristalli slanciati al lago Tremorgio in Canton Ticino . In Italia, è stata trovata in Val Malenco e segnalata nei proietti del Somma-Vesuvio e all’Isola d’Elba.

## Gruppo della scapolite
Il gruppo della scapolite è un gruppo di minerali qui sotto elencati:
- Marialite
- Meionite
- Silvialite

## Usi
Minerali d’interesse scientifico e collezionistico.